# Emiddio e Alfonso Mele

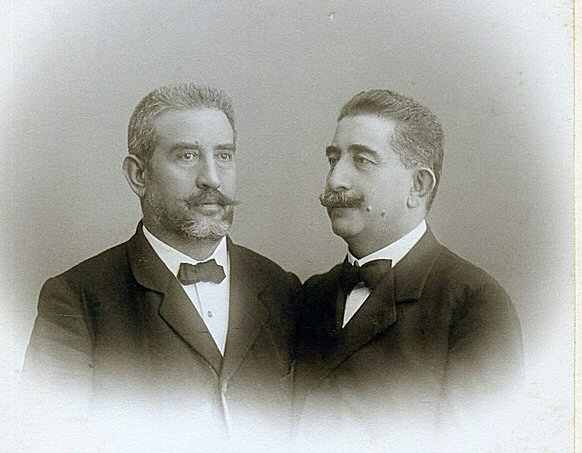
Emiddio e Alfonso Mele.

Emiddio Mele (Napoli, ... – Napoli, 1928) e 
Alfonso Mele (Napoli, ... – Napoli, 1918), sono stati due imprenditori e dirigenti d'azienda italiani, fondatori dei Grandi Magazzini Italiani E. & A. Mele & C. di Napoli.

## Biografia

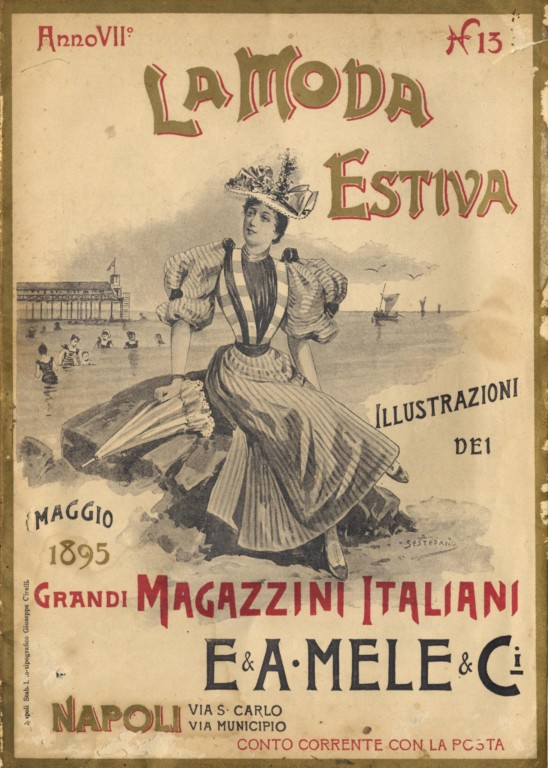

Facoltosi proprietari terrieri, attivi anche nel commercio, i cugini Mele viaggiano sia per diletto che per lavoro nelle principali città d'Europa, in particolare a Londra e Parigi. In queste città hanno modo di conoscere ed apprezzare la formula allora innovativa della grande distribuzione, incarnata da Harrods a Londra (aperto nel 1849) e da Le Bon Marché a Parigi (attivo dal 1858). La decisione di importarla a Napoli, città di cultura e condizioni economiche oltremodo diverse viene presa sull'onda delle notizie che arrivano da Milano, dove nel 1877 i fratelli Bocconi hanno trasformato il loro negozio di abiti preconfezionati in un grande negozio di abbigliamento italiano, chiamato Alle città d'Italia.
Anche grazie ai finanziamenti erogati per il risanamento della città (Legge 15 gennaio 1885, n. 2892), i Mele acquistano una proprietà di 2000 m² su due piani all'angolo tra via San Carlo e via Municipio, nel da poco edificato Palazzo della Borghesia. I "Grandi Magazzini Italiani di Napoli" sono il primo in Italia con questo nome e rappresenta il primo grande magazzino italiano. Al contrario della coeva esperienza milanese, che si dedica principalmente all'abbigliamento di fascia medio-alta per i legami con l'industria del tessile dei Bocconi, i "Grandi Magazzini Italiani di Napoli" si dedicano fin dall'inizio ad una variegata offerta che spazia dall'abbigliamento all'arredamento, dai prodotti per l'igiene personale ai cosmetici, dai corredi ai tendaggi ai prodotti meccanici di uso quotidiano, curando l'esposizione interna e le vetrine con la stessa cura scenografica dei manifesti pubblicitari, la cui realizzazione è affidata ai più grandi artisti dell'epoca. All'inaugurazione, che avviene alla presenza di tutte le più alte autorità il 5 ottobre 1889, segue un clamoroso ma non inaspettato successo di pubblico, legato alla profonda diversificazione dell'offerta e ai prezzi di vendita che mantengono la promessa di quello che è lo storico slogan della ditta, massimo a buon mercato.

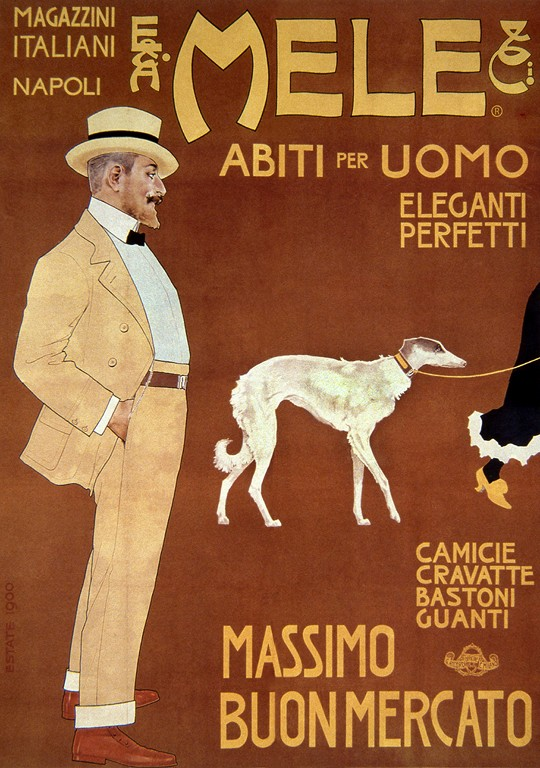

Solo nel fondamentale campo dell'abbigliamento l'offerta spazia dai capi all'ultima moda al classico, dalle linee per bambini e ragazzi alle confezioni per signora, ed ancora cappelli, pagliette, guanti, ventagli, ombrelli e bastoni da passeggio di grande raffinatezza, scarpe per tutti i gusti e di tutti i tipi, a prezzi adeguati alla buona fattura della merce ma mai proibitivi rispetto a quelli praticati sia a Milano che all'estero.
Gran parte del loro successo i Mele lo devono alla indovinata (e costosa) scelta di affidare la pubblicità dei magazzini ai più rinomati illustratori dell'epoca, artisti come Achille Beltrame, Marcello Dudovich, Leopoldo Metlicovitz, Gian Emilio Malerba ed altri. Figure umane ben fatte e colori sgargianti illustrano anche il catalogo ufficiale, spedito gratuitamente, a semplice richiesta, a migliaia di indirizzi in tutta Italia con cadenza annuale, con un riscontro che obbliga la società a chiedere al ministero delle poste l'autorizzazione ad aprire e gestire in proprio un ufficio postale all'interno della Galleria Umberto I, dotato di tre ampi locali, trenta sportelli per il pubblico e sei fattorini in elegante divisa per la consegna della corrispondenza in tutta la città.

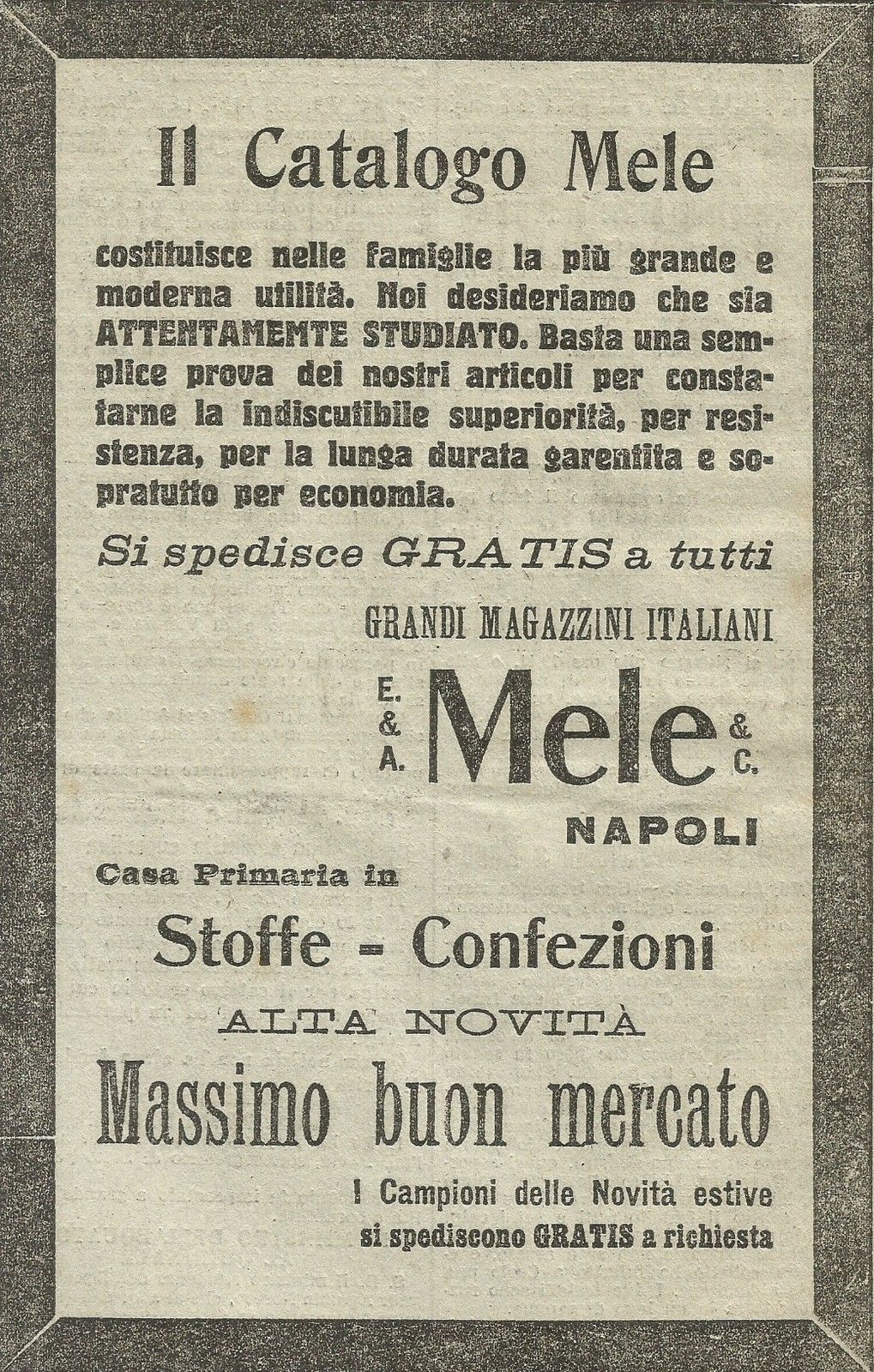
Una edizione del catalogo spedito in tutta Italia

I cugini Mele si distinguono dal resto della borghesia napoletana anche per una gestione imprenditoriale illuminata, basata sui valori umani e non solo finalizzata al semplice profitto. Come già al tempo dell'attività agricola Emiddio e Alfonso sanno che non è con lo sfruttamento che si ottiene la migliore produttività da parte del personale. Fatto salvo che i turni non sono ancora limitati alle otto ore giornaliere ai dipendenti sono messi a disposizione gratuitamente la cassa di mutuo soccorso, un medico a domicilio nei periodi di malattia e due stabilimenti balneari per il periodo estivo. Ne ricavano una popolarità tale che Emiddio si ritrova a sua insaputa inserito tra i candidati al consiglio comunale per le elezioni amministrative del 1904, candidatura che viene recisamente rifiutata con una lettera sul quotidiano Il Giorno, nella quale ringrazia le persone che hanno pensato a lui, precisando di voler astenersi da qualsiasi partecipazione diretta a movimenti politici o amministrativi. Accetta però di essere compreso tra i primi sei cavalieri nominati all'istituzione dell'ordine al merito del lavoro, nel 1902.
I cugini Mele dedicano tutta la loro vita ai Grandi Magazzini Nazionali, il cui successo declina solo con la scomparsa di Emiddio, nel 1928, cui segue la gestione di Davide Mele non adeguata ai livelli raggiunti dalla società, che nello stesso anno impiega oltre 300 dipendenti. La crisi economica mondiale del 1929 e le sue conseguenze dei primi anni '30 danno il colpo di grazia ad una impresa che la Grande depressione sorprende in profonda crisi. La Grandi Magazzini Italiani E. & A. Mele & C. chiude i battenti nel settembre 1932.

## Archivio
L'archivio dei Magazzini E & A Mele è stato oggetto di studio nella prima fase di censimento svoltosi nell'ambito del progetto nazionale Archivi della Moda del Novecento. Si conservano documentazioni relative alla contabilità, manifesti pubblicitari e cartoline. Si conservano inoltre diversi cataloghi illustrati su cui è possibile vedere circa mille articoli, moltissimi di essi dedicati alla moda e all'abbigliamento sia maschile che femminile.

## Manifesti pubblicitari

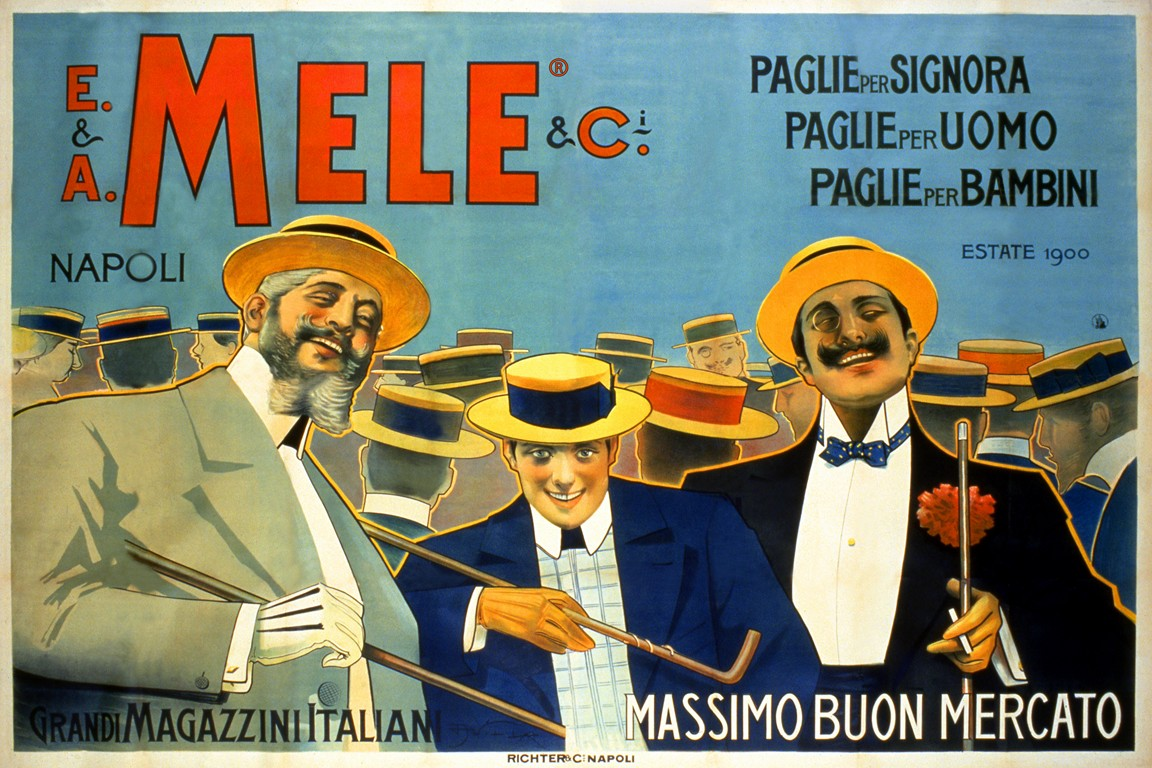
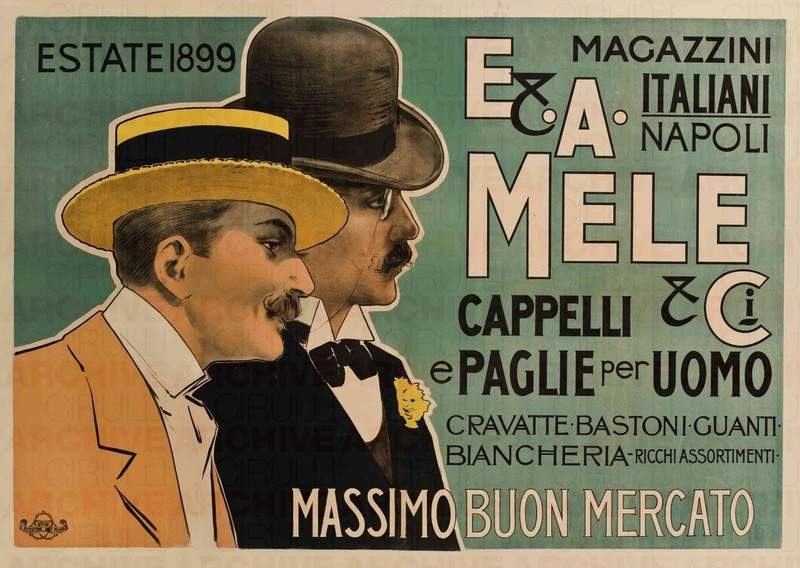
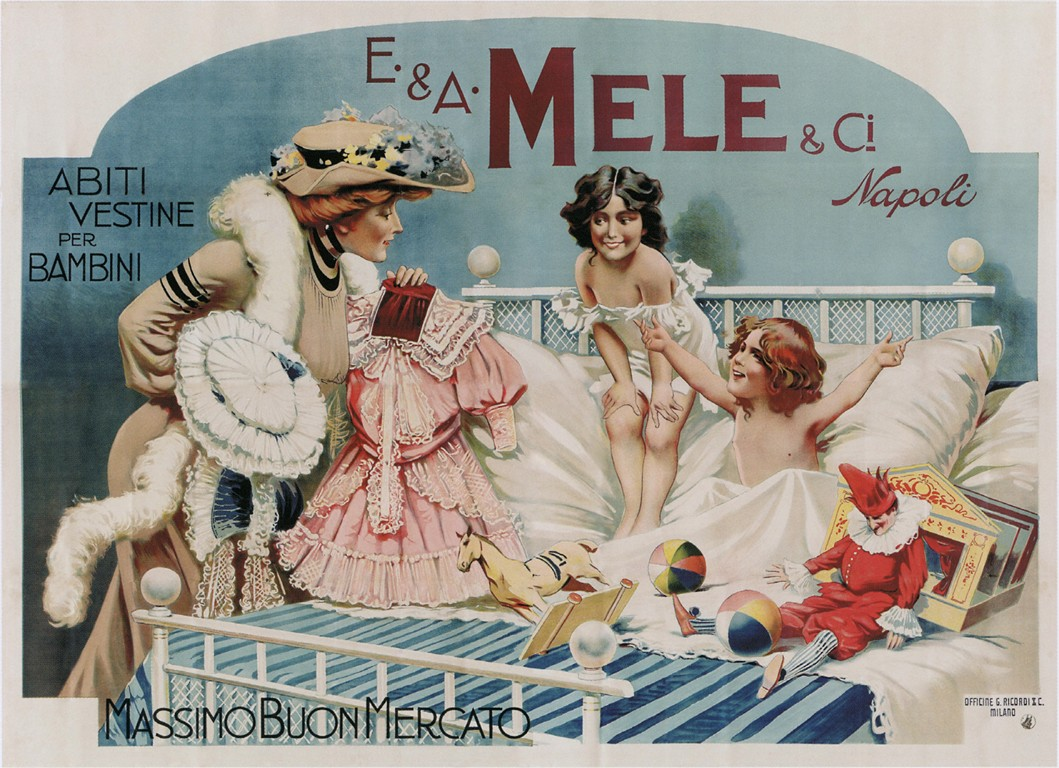